# راس العقبة (حبيش)

تعديل مصدري - تعديل

راس العقبة محلة تابعة لقرية جرابش، التابعة لعزلة الصدر بمديرية حبيش إحدى مديريات محافظة إب في الجمهورية اليمنية، بلغ تعداد سكانها 28 حسب تعداد اليمن لعام 2004.